# Содружество (антарктическая станция)
Содружество (первоначально Эймери) — советская временная антарктическая станция, существовавшая в течение трёх летних сезонов летние сезоны 1971—1974 годов в северной части шельфового ледника Эймери. Названо в честь Моря Содружества, омывающего этот ледник.

## История
18 декабря 1971 года на Земле Мак-Робертсона на неподготовленном ледовом берегу залива Прюдс силами сезонных отрядов 17‐й экспедиции была организована полевая геологическая база «Содружество», куда высадилось более 100 полярников и авиация: два Ил-14, Ан-6, два Ми-8. При полётах выполнялась совместная радиолокационная и аэромагнитная съёмка.